# Ліна Маруланда
Ліна Марія Маруланда Куартас (ісп. Lina María Marulanda Cuartas; 15 травня 1980, Медельїн, Колумбія — 22 квітня 2010, Богота, Колумбія) — колумбійська теле - і радіоведуча, фотомодель і акторка.

## Біографія
Ліна Марія Маруланда Куартас народилася 15 травня 1980 року в Медельїні (Колумбія).
Вона почала кар'єру фотомоделі в 12 років. У підлітковому віці Ліна дуже багато працювала, брала участь у модних показах та фотосесіях. В якості фотомоделі знімалася в таких журналах, як: SoHo, Don Juan, Cromos, і G. У 2004 році Маруланда розповіла, що шкодує про те, що так зросла.
У 2002 році Ліна дебютувала в якості телеведучої CM& News. Пізніше протягом шести років вона вела «Noticias Caracol». Починаючи з 2003 року вона вела вечірні новини.
На початку 2007 року вона вела реаліті-шоу Challenge 20-07. У липні цього ж року вона повернулася в CM& News.
24 липня 2007 року Маруланда приєдналася до команди радіоведучих на W Radio.
29-річна Ліна Маруланда померла 22 квітня 2010 року, впавши з балкона своєї квартири на шостому поверсі. Можливо, що це було самогубством. У момент смерті Ліни з нею поруч знаходилися її батьки і другий чоловік Карлос Оньяте, з яким вона перебувала в шлюборозлучному процесі після трьох місяців шлюбу. Першим чоловіком дівчини був Філіп Чакон, вони були одружені в 2004-2007 роках.
За повідомленнями останнім часом життя Маруланда переживала важкі часи, що змусило її приймати антидепресанти. Ймовірно, депресивний стан і прийняття великої кількості антидепресантів могли спровокувати її самогубство.

## Фільмографія
| Рік       | Назва             |
| --------- | ----------------- |
| 1999—2001 | Я — негарна Бетті |
| 2006      | La ex             |